# Epiplema discata
Epiplema discata är en fjärilsart som beskrevs av W. Warren 1897. Epiplema discata ingår i släktet Epiplema och familjen Uraniidae. Inga underarter finns listade i Catalogue of Life.